# Suore francescane dell'Immacolata Concezione della Beata Vergine Maria (Bonlanden)
Le Suore Francescane dell'Immacolata Concezione della Beata Vergine Maria (in tedesco Franziskanerinnen von der Unbefleckten Empfängnis U.L.F.; sigla O.S.F.) sono un istituto religioso femminile di diritto pontificio.

## Storia
La congregazione fu fondata l'8 dicembre 1854 a Bonlanden dal sacerdote Faustin Moritz Mennel con l'aiuto di due francescane del convento di Oggelsbeuren, fondato dalla congregazione di Dillingen.
Le suore di Bonlanden iniziarono la loro attività educativa nel 1856 e nel capitolo generale dl 1925 decisero di iniziare l'attività missionaria in America Latina.
L'istituto, aggregato all'ordine dei frati minori dal 23 febbraio 1905, ricevette il pontificio decreto di lode il 16 febbraio 1937 e le sue costituzioni furono approvate definitivamente il 5 gennaio 1950.

## Attività e diffusione
Le suore si dedicano principalmente all'educazione della gioventù, ma anche all'assistenza ai malati e alla catechesi.
Oltre che in Germania, sono presenti in Argentina, Brasile e Paraguay; la sede generalizia è a Bonlanden, presso Berkheim.
Alla fine del 2015 l'istituto contava 174 religiose in 33 case.